# Lophuromys angolensis
Lophuromys angolensis is een knaagdier uit het geslacht Lophuromys dat voorkomt in Angola en het zuidwesten van de Democratische Republiek Congo (DRC). Deze soort is te vinden in laagland- en bergregenwoud op 500 m hoogte in de DRC en op 1000 tot 2600 m hoogte in de westelijke hooglanden van Angola. Hoewel de soortaanduiding angolensis op de naam "Angola" terug te voeren is (met het Latijnse achtervoegsel -ensis "behorend tot"), ligt de typelocatie in de DRC. Deze soort behoort tot het ondergeslacht Lophuromys en is daarbinnen verwant aan L. sikapusi; voor 2000 werden de populaties van L. angolensis tot L. sikapusi gerekend.
Lophuromys angolensis behoort tot de niet gevlekte soorten van Lophuromys met een korte staart en lijkt sterk op L. sikapusi en L. ansorgei, maar is van die soorten te onderscheiden door de kleinere schedel; slechts voor enkele maten haalt L. angolensis de grootte van L. ansorgei. Mogelijk bestaan er verschillen in de kleur van de vacht tussen L. angolensis en de overige soorten. De totale lengte bedraagt 190 tot 235 mm, de kop-romplengte 115 tot 154 mm, de staartlengte 51 tot 88 mm, de achtervoetlengte 20 tot 24 mm, de oorlengte 15 tot 18 mm en het gewicht 43 tot 71 g.